# Frederik Jäkel
Frederik Jäkel (* 7. März 2001 in Dommitzsch) ist ein deutscher Fußballspieler. Der Innenverteidiger steht als Leihspieler von RB Leipzig bei Eintracht Braunschweig unter Vertrag.

## Karriere

### Verein
Jäkel wechselte im Sommer 2013 von seinem Heimatverein Dommitzscher SV ins Nachwuchszentrum von RB Leipzig und besuchte nebenbei das Sportgymnasium Leipzig. In der Saison 2017/18 spielte er 19 Mal in der B-Junioren-Bundesliga Nord/Nordost, dabei erzielte er einen Treffer. Er spielte dabei auch zweimal in der Endrunde. Dabei unterlagen die Leipziger den Münchnern aber deutlich. Auch in der Folgesaison erzielte er ein Tor, diesmal lief er dabei 20 Mal in der A-Junioren-Bundesliga für RB auf. Im DFB-Pokal der Junioren scheiterte man im Finale gegen den VfB Stuttgart. Am 1. Juli 2019 erhielt er einen Profivertrag bei den Roten Bullen. 2019/20 war er Kapitän der A-Junioren. Mit den Leipzigern spielte er in dieser Saison auch in der UEFA Youth League. Bei der ersten Mannschaft stand er am 1. März 2020 gegen Bayer Leverkusen zum ersten Mal im Kader.
Im Juli 2020 entschieden sich Verein und Jäkel für eine Zwei-Jahres-Leihe in die belgische Division 1A zum KV Ostende. Dort spielt er unter seinem bisherigen Nachwuchstrainer Alexander Blessin, der ebenfalls zum KV Ostende wechselte. Die ersten 13 Spieltage fiel er aufgrund einer Rückenverletzung aus. Am 18. Spieltag spielte er bei der 1:2-Niederlage gegen den RSC Anderlecht über die vollen 90 Minuten und gab somit sein Debüt für die Mannschaft. In der ersten Saison kam er auf 16 von 40 möglichen Einsätzen bei Ligaspielen sowie einem Pokalspiel. Sein Treffer zum 3:4-Auswärtssieg am zweiten Spieltag der Saison 2021/22 gegen den KRC Genk war sein erstes Tor im Profifußball. In der Saison 2021/22 waren es 25 von 34 möglichen Ligaspielen, in denen er drei Tore schoss, da Ostende die Play-offs nicht erreichte, sowie ein Pokalspiel.
Zur Saison 2022/23 wurde er dann von Leipzig für ein Jahr an Arminia Bielefeld verliehen. Bei seinem Debüt spielte er direkt am ersten Spieltag über 90 Minuten und sein neues Team verlor gegen den SV Sandhausen.
Anfang August 2023 wurde er für die Saison 2023/24 an den Zweitliga-Aufsteiger SV Elversberg verliehen. Die ersten 3 Spieltage fiel er wegen einer Verletzung vom Ende der Vorsaison aus. Ab dem 5. Spieltag war Jäkel fester Bestandteil der Innenverteidigung des Aufsteigers, der mit einer starken Hinrunde die Grundlage für den ungefährdeten Verbleib in der 2. Bundesliga legte. Am 10. Februar 2024 zog sich Jäkel beim Spiel gegen Fortuna Düsseldorf einen Kreuzbandriss zu und fiel für den Rest der Saison aus. Nach der Operation arbeitete Jäkel im Red Bull Athlete Performance Center in Salzburg an seinem Comeback. Währenddessen wurde im Sommer 2024 sein Vertrag mit RB Leipzig und die Leihe an die SV Elversberg vorzeitig um ein Jahr verlängert. Nach seiner Verletzungspause stand Jäkel erstmals am 6. Dezember 2024 wieder im Aufgebot der SV Elversberg. Beim Heimspiel gegen den 1. FC Nürnberg wurde er dabei in der 90. Minute für Frederik Schmahl eingewechselt. Im Sommer 2025 endete die Leihe nach Elversberg und es folgte eine weitere zu Eintracht Braunschweig.

### Nationalmannschaft
Jäkel spielte von 2017 bis 2018 viermal für die deutsche U-18-Nationalmannschaft. Für die U-19-Auswahl lief er 2019 sieben Mal auf, darunter drei Partien in der EM-Qualifikation. Im Herbst 2021 spielte er dann drei Partien für die U-20-Junioren. Für die EM-Qualifikationsspiele am 7. Oktober 2021 gegen Israel und 12. Oktober 2021 gegen Ungarn wurde Jäkel erstmals vom neuen U21-Bundestrainer Antonio Di Salvo in den Kader der U-21-Nationalmannschaft berufen, kam allerdings in beiden Spielen nicht zum Einsatz.

## Auszeichnungen
- Fritz-Walter-Medaille in Bronze in der Altersklasse U19: 2020[16]